# Jean Bartel
Jean Bartel (Los Ángeles Jean Bartlemeh; 26 de octubre de 1923 – Brentwood, 6 de marzo de 2011) fue modelo de belleza estadounidense, siendo Miss California y Miss America en 1943.

## Biografía
Bartel comenzó inicialmente entró en el concurso después de enterarse de que uno de los jueces era actor y productor teatral W. Horace Schmidlapp. Como el talento contaba para el 50% de la partitura, pensó que era una forma de lanzar su carrera en Broadway. No solo fue nombrada Miss América después de una actuación vocal que la prensa aclamó como "contundente y dramática", sino que también consiguió una carrera en Broadway y un agente que la contrató en giras por América del Sur, Medio Oriente, Europa, Canadá y en los Estados Unidos. Ganó el premio y el premios de trajes de baño en el concurso nacional. Con 1,76, Bartel fue la ganadora del concurso más alta hasta ese momento. Hubo comparaciones entre Bartely la popular Carole Lombard.
Fue la primera estudiante universitaria en ganar el título de Miss America. Después de visitar la hermandad Kappa Kappa Gamma por todo el país, ella y su compañera de viaje desarrollaron la idea de otorgar becas a quienes compitieran en la Organización Miss América. La Miss America Organization es ahora una de las es ahora el mayor proveedor mundial de becas para mujeres en el mundo.

## Carrera

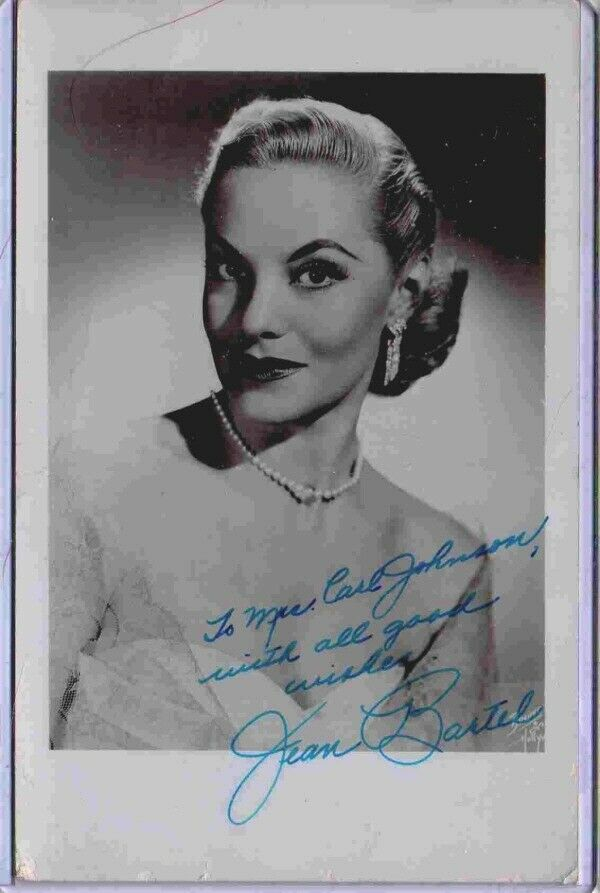
Foto autografiada de 1955

En 1946 debutó en teatro con The Desert Song en el New York City Center for Music and Drama. También tuvo una actuación muy destacada en la producción de Broadway de Of Thee I Sing de George Gershwin en 1952. Vendió más bonos de guerra en 1943 que cualquier estrella de Estados Unidos, acumulando dos millones y medio de dólares. Eighty percent of those bonds were sold to women.
Bartel trabajó durante muchos años en teatro y televisión, destacando su propia serie de viajes It's a Woman's World. También apareció en un episodio de The Love Boat en 1984, junto a Marian McKnight, Miss America 1957; Nancy Fleming, Miss America 1961 y Vanessa Williams, Miss America 1984.